# جعبة (سهام)

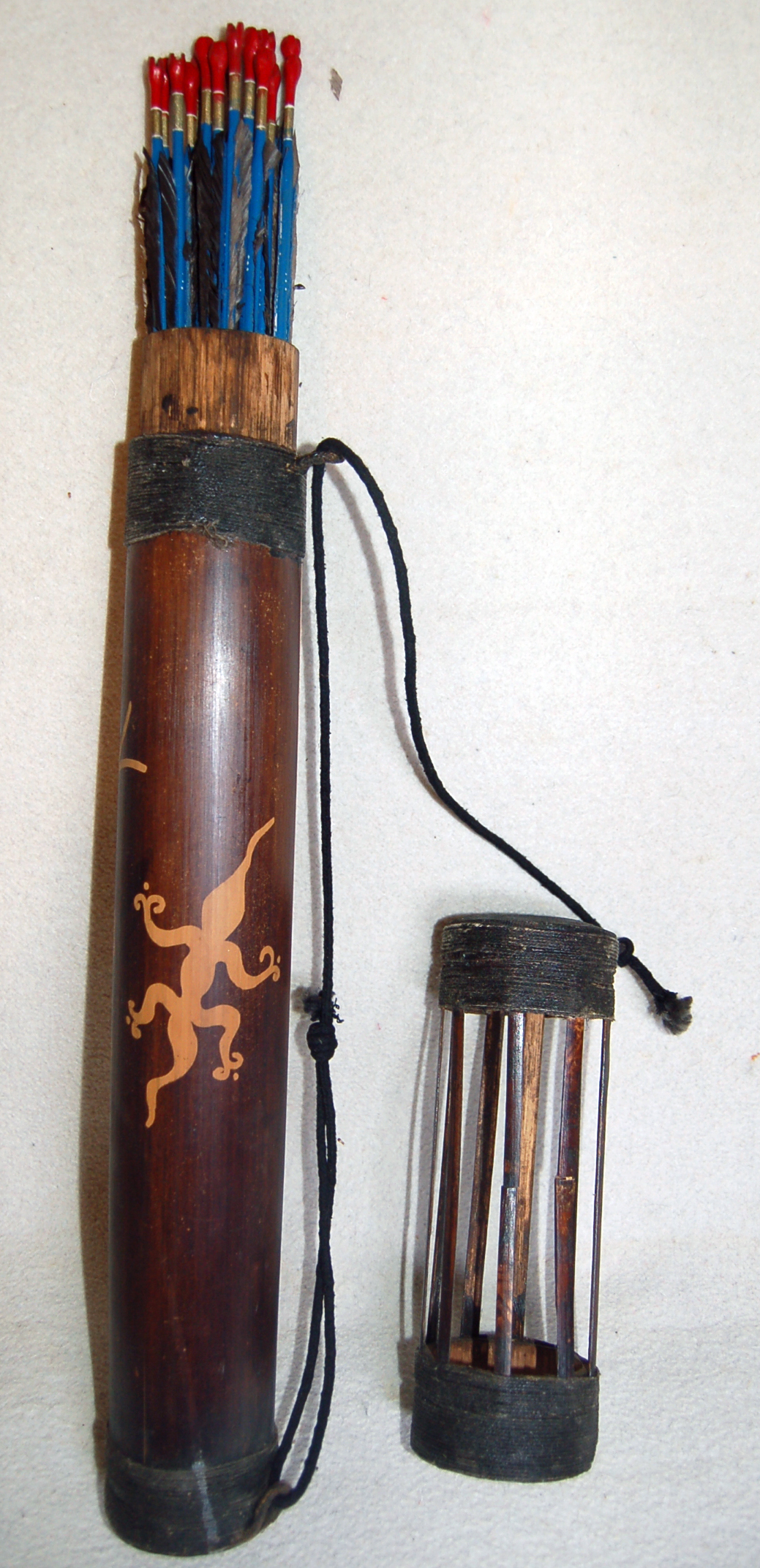
جعبة سهام.

الجَعْبَةُ (الجمع: جِعاب) أو الكنانة هي وعاءٌ من الجلد توضع فيه السهام. والكلمة أصلاً كانت تشير إلى حقيبة حمل الحبوب. استعملها رماة النبال بالقوس والنشابية منذ القدم. 

## وصفها

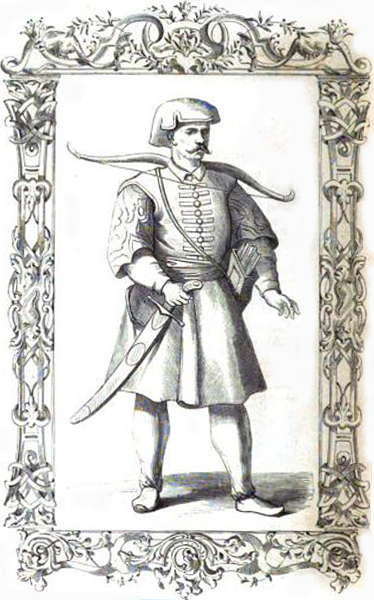
جندي من وحدات مشاة العَزَب الرماة في الدولة العثمانية، يحمل سيفاً مربوطًا بحزامه وقوسًا حول عنقه وجعبة سهام تحت ذراعه اليسرى.

الجعبة هي حاوية لإمساك السهام، يمكن حملها على جسم رامي السهام أو على القوس أو على الأرض، حسب نوع الرماية وتفضيله الشخصي. كانت جعاب السهام تُصنع تقليديًا من الجلد والخشب والفراء وغيرها من المواد الطبيعية، ولكنها تُصنع الآن غالبًا من المعدن أو البلاستيك.

## استعمالها
يعتمد وضع الجعبة بشكل عام على نظام الرماية والسلاح المستخدم. يعتبر حملها على الحزام هو الأكثر شيوعًا، بينما يتم استخدام الحمل الخلفي على الظهر بشكل أكبر في فئات القوس الطويل والصيد، حيث يُوصى باستخدام جعبة القوس للصيد.
الجعبة الموضوعة على الأرض ممكنة فقط في نظام «الإطلاق الخطّي: إطلاق السهام بين صف من الرماة»، حيث لا يتحرك رامي السهام.

## أهميتها
تسمح الجعبة بنقل كمية كبيرة من السهام، بجانب إمكان الرامي بالتسلح السهل والسريع.

## استخدامات أخرى
لا يستخدم الرماة حديثاً جعبة السهام فقط لحمل سهامهم، إذ أنها باتت أيضاً «معرضاً» لمقتنياتهم، حيث يعلق الرامي عليها حالياً مكافآته وشارات التقدم وعضوياته في الفرق وشعار النادي الذي يتدرب فيه وأوسمة أخرى.

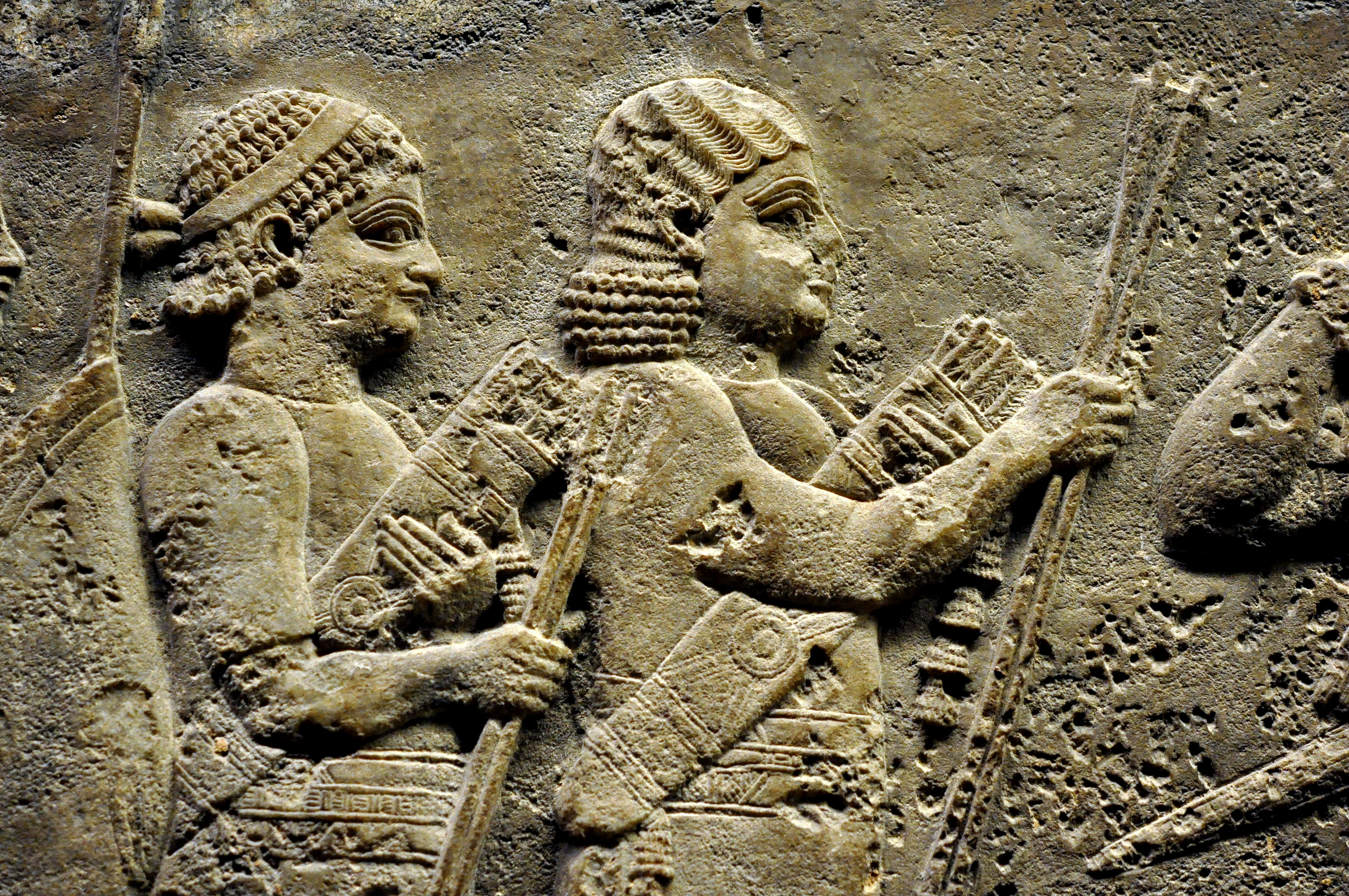
حراس الملك "آشوربانيبال" واقفون خلفه يحمل كل منهم جعبة سهامه لمطاردة الأسود. من الغرفة S، القصر الشمالي في نينوى، العراق، 645م-635م قبل الميلاد. المتحف البريطاني.

## معرض الصور

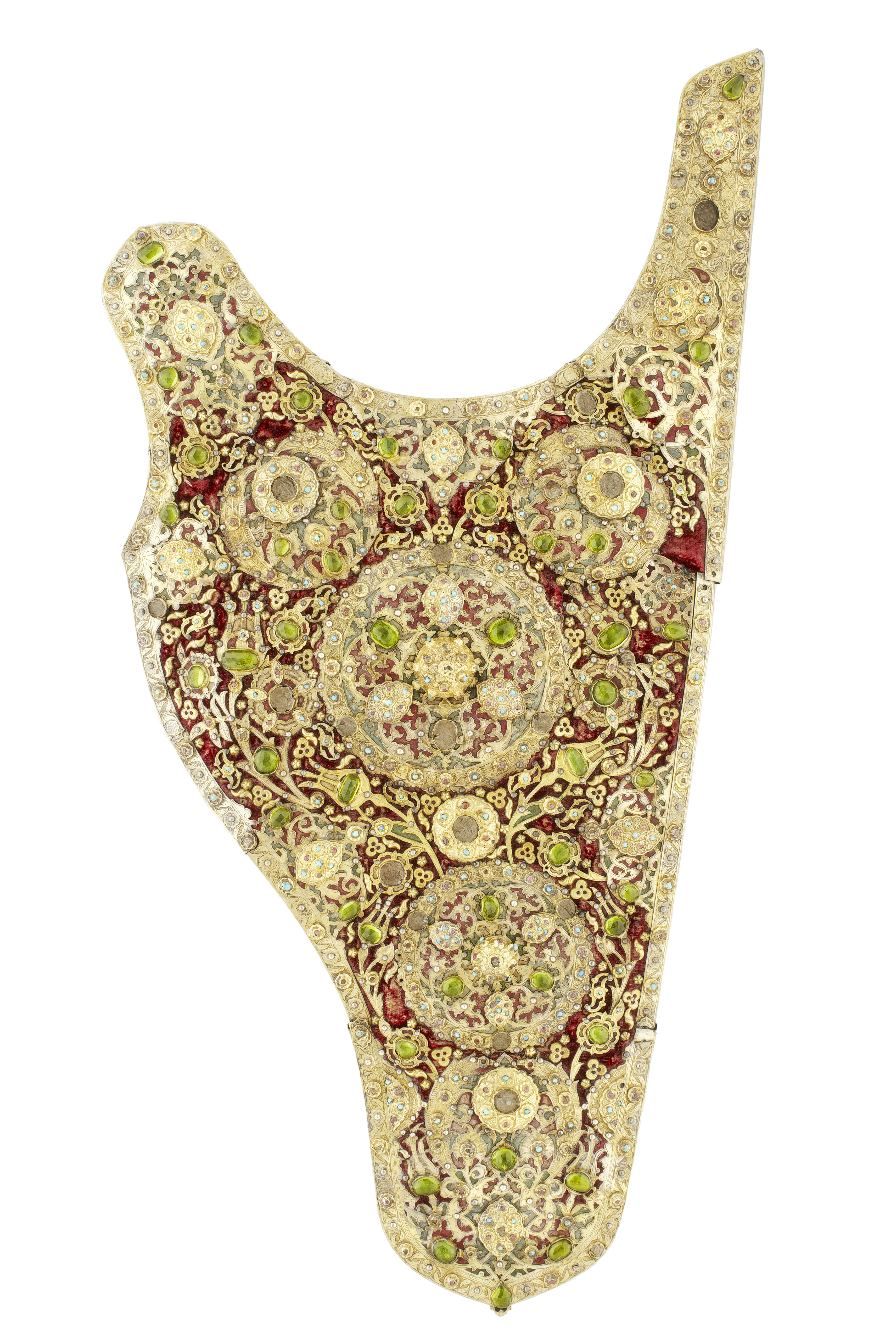
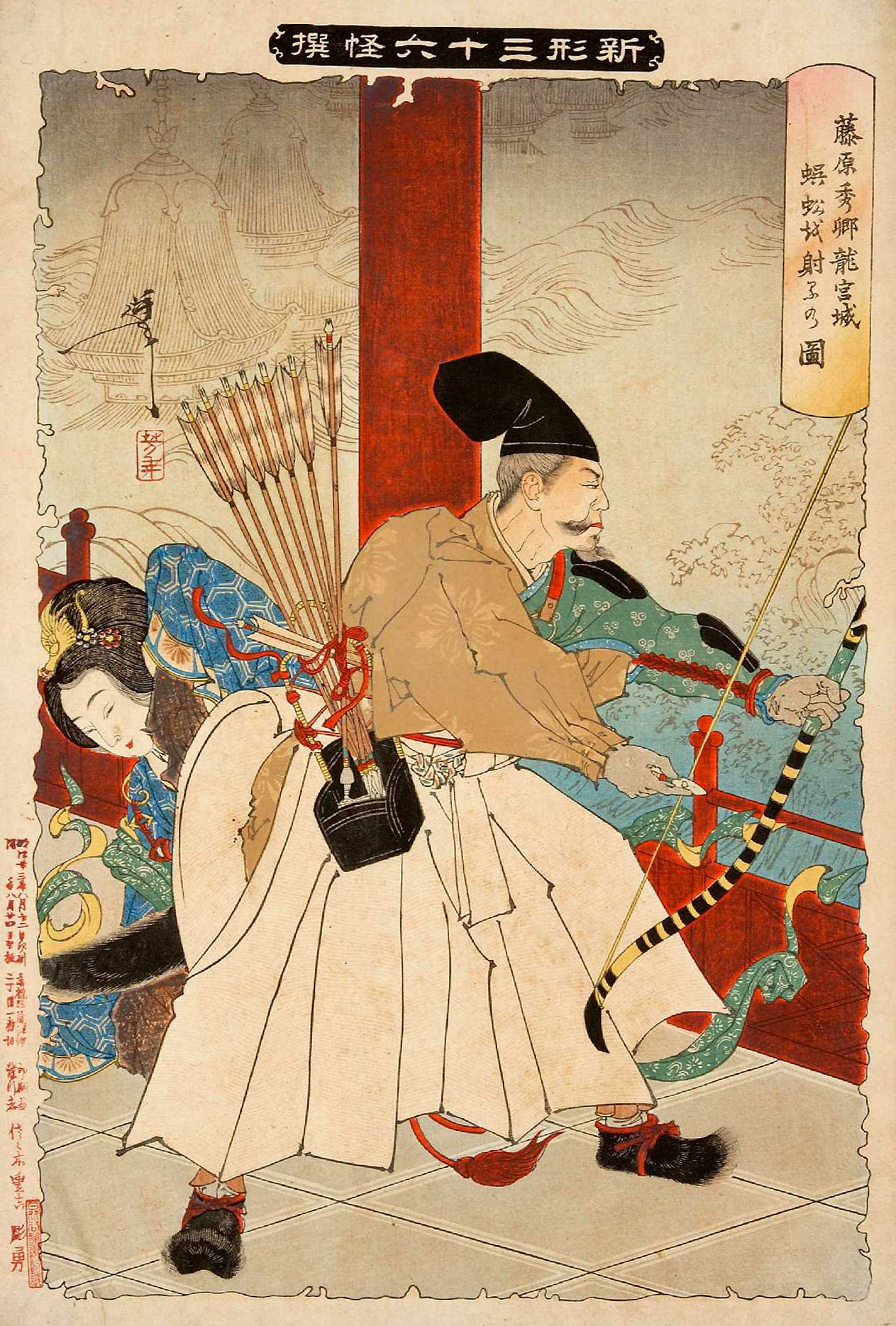
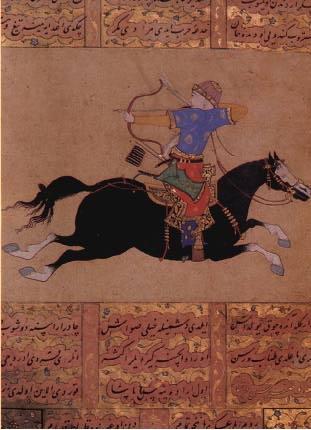
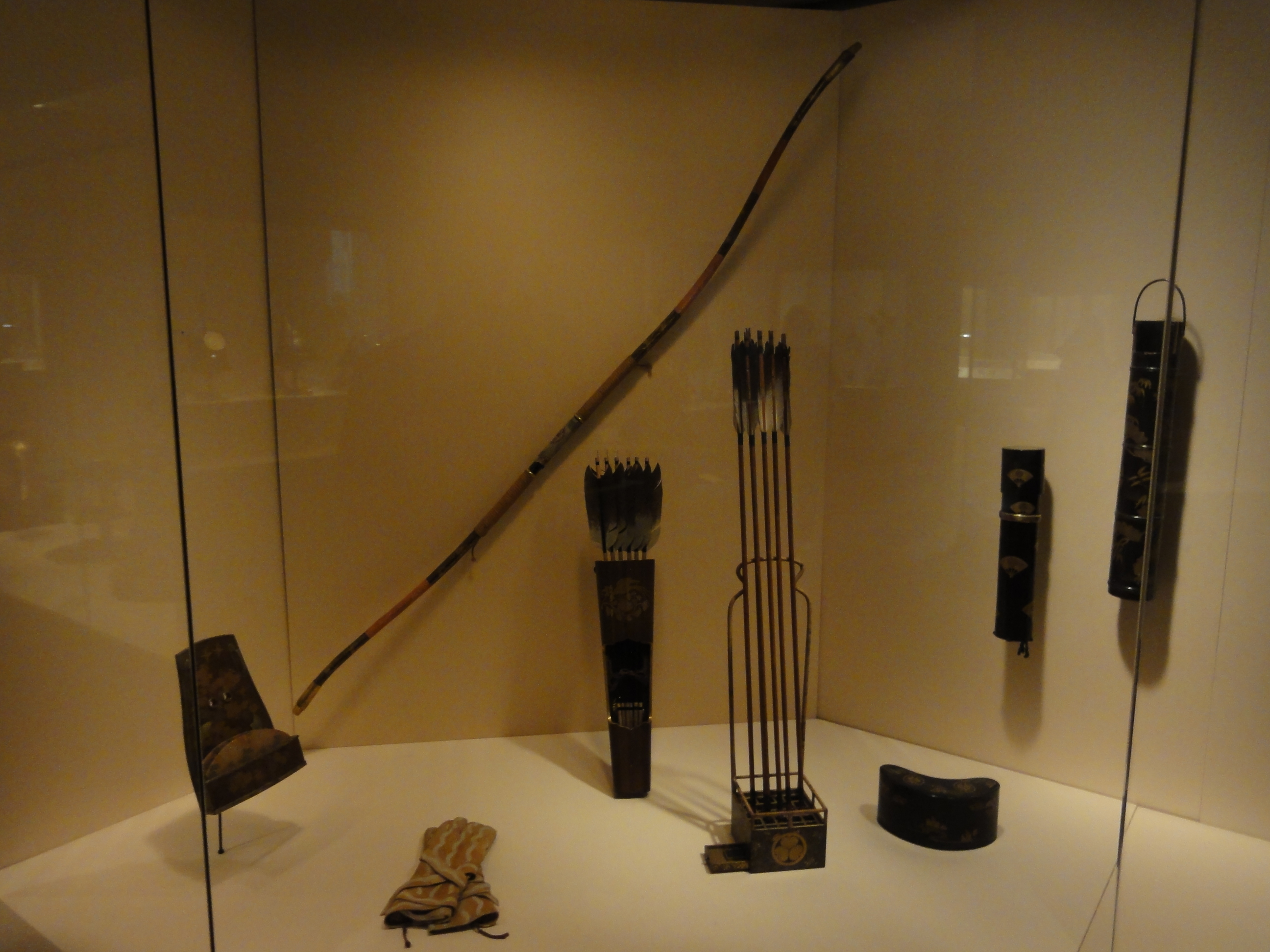